# Castillo de Forna
El castillo de Forna se sitúa en la población Alicantina de Forna, en el término municipal de Adsubia (provincia de Alicante, España). Fue construido en el siglo XIII en estilo medieval, contando con obras de los siglos XIV y XVI.

## Descripción
Se trata de un castillo señorial con un carácter más palaciego que defensivo, de planta cuadrada y dos alturas, con patio central cuadrado y cuatro torreones en sus esquinas. 
Al exterior los muros presentan pocas aberturas realizándose el acceso es a través de un arco apuntado. Al interior y alrededor del patio con aljibe en el centro, se distribuyen las distintas dependencias en sus dos plantas. En planta de acceso se sitúan las caballerizas, la cocina, el comedor y un gran salón dispuesto con grandes ventanas sobre el patio y en planta alta las habitaciones.
El sistema constructivo utilizado es el de tapial, sobre mampostería y con aberturas remarcadas en ladrillo.
Las torres cuentan con independencia arquitectónica y espacial. En la torre noreste de mayor tamaño que las otras, se sitúa una sala cubierta con bóveda de crucería. En la torre norte destacan las pinturas murales que conserva en el nivel inferior. 